# Нижнеудинские буряты
Нижнеуди́нские буря́ты (бур. Доодо-Үдын буряадууд) — этнотерриториальная группа в составе бурятского этноса. Расселены в среднем течении реки Уды, впадающей в Ангару в её среднем течении с южной стороны. Являются наиболее западной этнотерриториальной группой бурят.

## Родоплеменной состав

Территория бывшего Нижнеудинского уезда Иркутской губернии

В составе нижнеудинских бурят исследователями отмечаются следующие этнические единицы: тумэшэ, шарад, кулмэнгэ (хулмэнгэ), мальжираг, туряалаг (вкл. унхатуряалаг), кхоршон, кара коршон, саган коршон, янта коршон, котоб, барунгар, якта, бэбри, кхотомуд, кхурдуд (хурдуд, хурдад, хордууд), кара-дархан (ко-дархан), саган тинса, кара тинса, бакан, бурхан шубун, ашибагад, шуртос. Нижнеудинские буряты расселены в среднем течении реки Уды, впадающей в Ангару в её среднем течении с южной стороны. Как видно, из приведённого списка, часть представляет осколки малых племён, известных среди остальных групп бурят, такие, как шарад, хулмэнгэ, хурдуд, ашибагад. Большая часть распространена только среди нижнеудинских бурят.